# Schloss Lykkesholm

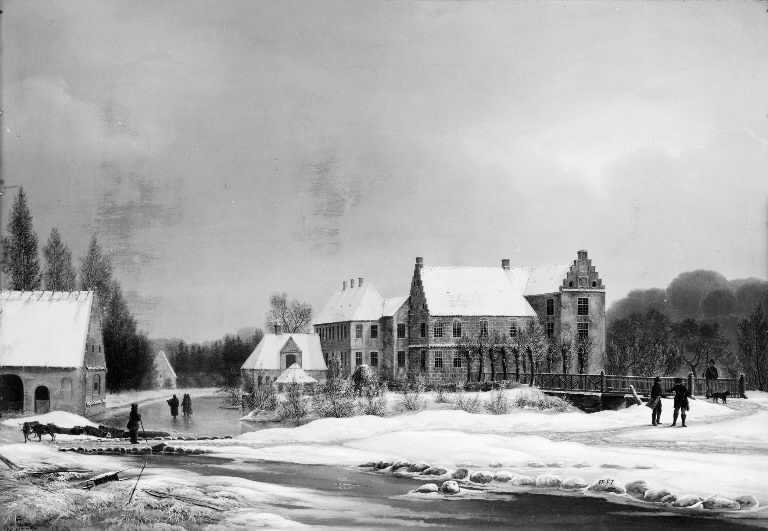
Lykkesholm

Lykkesholm Slot, heute ein Hotel, hat seine Wurzeln in einem mittelalterlichen Anwesen, das zur Burg Magelund, westlich von Ørbæk auf Fünen in Dänemark gehörte. Diese Burg wurde zu Beginn des 15. Jahrhunderts an das Ufer des vom Rosenåen gespeisten Mühlensees, nach Lykkesholm, verlegt. Der Platz wurde durch einen im Norden geschaffenen Graben völlig von Wasser umhegt.

## Lykkesholm
Das älteste der heutigen Gebäude auf Lykkesholm ist der Westflügel mit dem vorspringenden Turm aus der Mitte des 17. Jahrhunderts. Von den anderen Gebäuden aus dieser Zeit steht nur noch das „Odense-Tor“. Früher gab es zwei weitere Tore, aber die Anlage brannte im Jahre 1859 nieder.
Lykkesholm hatte im Laufe der Geschichte zahlreiche Besitzer. Zuerst die Adelsgeschlechter Magelund, Rannow, Quitzow und Sehestedt und später bürgerliche Eigentümer. 1914 wurde es von der Familie Sehestedt Juul zu Ravnholt erworben und befindet sich noch heute in deren Besitz.
Der Dichter Hans Christian Andersen ließ sich auf Lykkesholm, das er für den schönsten Platz auf Fünen hielt, zu mehreren seiner Werke inspirieren:
- Nur ein Spielmann
- Die 12 Monate des Jahres
- Die Rosenknospe.

## Burg Magelund
Von Magelund, einem mächtigen mittelalterlichen Verteidigungswerk, sind nur die eindrucksvollen Wälle erhalten. Die Burg wurde vermutlich Ende des 13. Jahrhunderts angelegt und im Jahre 1329 erstmals urkundlich erwähnt. Das Reich drohte damals zu zerfallen. Ein Großteil der Insel Fünen war an Holsteiner Grafen verpfändet. Es sieht danach aus, als sei Magelund eine Zeit lang im Besitz des Holsteiner Adeligen Gert Høcken gewesen. Im Verlauf der Auseinandersetzungen kam die Burg dann an den dänischen Adeligen Peder Nielsen Brock.
Als König Valdemar Atterdag (1340–1375) die Holsteiner Grafen besiegt hatte, wandte er sich gegen die dänischen Adeligen. Viele Burgen des Reiches wurden in diesen Jahren zerstört. Seine Tochter, Königin Margrethe I., trat in die Fußstapfen ihres Vaters. Burgen, die nicht in der Hand der Krone oder königstreuer Untertanen waren, wurden geschleift. 1391 erwarb die Königin Magelund und belehnte ihren treuen Gefolgsmann Henneke Olufsøn Bjørn mit ihr.
Magelund ähnelt den Wallanlagen von Søbygård auf Ærø, Ørkild in Svendborg und Hindsgavl bei Middelfart.
Das gesamte Gelände befindet sich im Privatbesitz. Die Wallanlage Magelund mit ihrer nächsten Umgebung steht unter Denkmalschutz, ist jedoch öffentlich zugänglich.
Die vorgeschichtlichen und geschichtlichen Denkmäler um das Herrenhaus Lykkesholm sind zahlreich.
1. Im Hestehave Skov (Wald) liegen zwei Langdolmen, ein Runddolmen[1], und eine Kammer aus der Jungsteinzeit (ca. 3500 v. Chr.).
2. Der Dolmen von Lindeskov (Lindenwald) hat das längste Hünenbett Fünens. Es ist 168 m lang und 10 m breit. Die meisten der 126 Randsteine des in den 1940er Jahren restaurierten Langbettes sind noch original. In ihm liegt jedoch nur ein winziger Urdolmen.
3. Das Hünenbett von Ellested hat fünf Kammern und gehört zu den bekanntesten multiplen Anlagen des Landes.
4. In der Wallanlage Magelund lag im 13. und 14. Jahrhundert eine Burg. Ihr Burghügel mit einer Höhe von 15 m und einer Breite von 70 m ist sehr eindrucksvoll.
5. Bis zu ihrer Verlegung in ein Freilichtmuseum nördlich von Kopenhagen stand hier die Mühle Nymølle.
6. Gammelmølle ist die älteste Mühle bei Lykkesholm. Die heutigen Gebäude stammen allerdings von 1890.

Im Übrigen gelten die Bestimmungen des Naturschutzgesetzes (siehe Lageplan).
Die Fahrradroute 51 Faaborg-Nyborg führt durch das Tunneltal an Lykkesholm und der Wallanlage Magelund vorbei.

## Die Dolmen

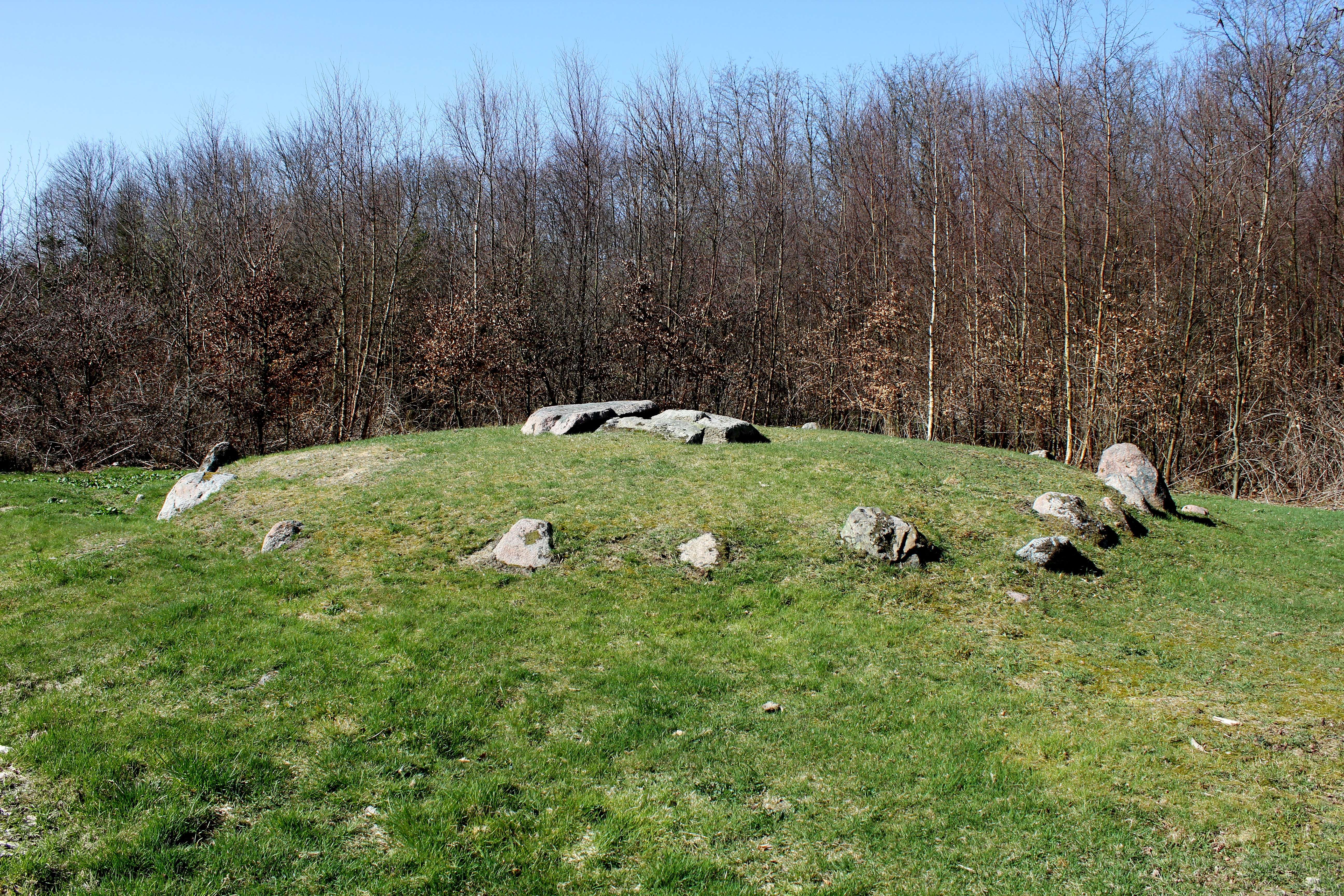
Lykkesholm Hestehave Runddysse

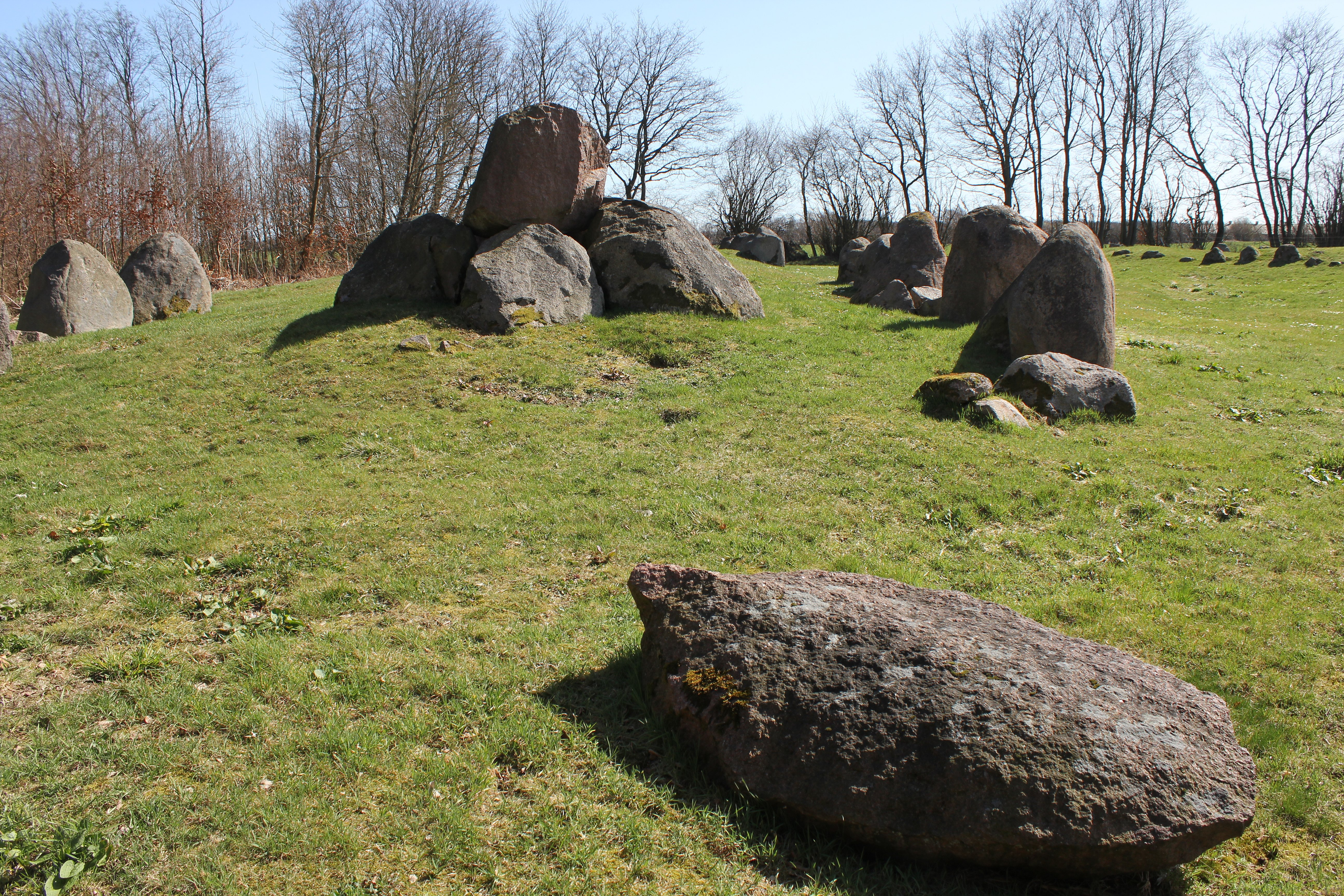
Lykkesholm Hestehave Langdysse

Die vorgeschichtlichen Siedlungen der Stein- und Bronzezeit lagen vermutlich am See, während die Megalithanlagen in und um den Wald von Hestehave bei Lindeskov liegen. Die meisten sind lang gestreckte Grabanlagen mit 1–3 Kammern eingefasst von Randsteinen. Einer der Dolmen wurde im vorigen Jahrhundert ausgegraben. In der Kammer lagen ein Tongefäß, zwei Feuersteinklingen und einige Bernsteinperlen. In der späten Bronzezeit (um 1100 v. Chr.) wurde der Hügel für Brandbegräbnisse genutzt. Die Knochenreste und die Asche wurden in einer Urne oder einem Gefäß gesammelt. Die Grabbeigaben bestimmten sich nach dem Geschlecht des Toten: Rasiermesser für Männer, Nadeln für Frauen.